# Districte Federal del Sud
El Districte Federal del Sud, o Districte Federal Meridional (en rus Южный федеральный округ, Iujni federalni ókrug), és un dels nou districtes federals de Rússia.
S'estén per l'estepa situada entre els mars Negre i Caspi, a l'extrem sud-occidental de la Federació Russa. Ocupa una superfície de 418.500 km², amb una població de 13.973.252 habitants segons el cens del 2002. La seu administrativa és a la ciutat de Rostov del Don.
Es va establir el 18 de maig del 2000. El 19 de gener del 2010 es va dividir en dues parts i els antics territoris del sud del districte van passar a formar part del nou Districte Federal del Caucas Nord. El Delegat Presidencial del districte federal és Vladímir Ustínov.

## Subjectes federals
El Districte Federal del Sud comprèn 6 subjectes federals:

Subjectes federals del Districte Federal del Sud

1. República d'Adiguèsia
2. Óblast d'Astracan
3. Óblast de Volgograd
4. República de Calmúquia
5. Krai de Krasnodar
6. Óblast de Rostov
7. República de Crimea
8. Sebastòpol